# Zentralvokal
Zentralvokale sind Vokale, bei denen sich der höchste Punkt der Zunge in der Mitte der Mundhöhle befindet – genau zwischen der Stellung der Vorder- und der Hinterzungenvokale.
Die Zentralvokale sind:
- Ungerundeter geschlossener Zentralvokal [ɨ]
- Gerundeter geschlossener Zentralvokal [ʉ]
- Ungerundeter halbgeschlossener Zentralvokal [ɘ]
- Gerundeter halbgeschlossener Zentralvokal [ɵ]
- Mittlerer Zentralvokal (Schwa) [ə]
- Ungerundeter halboffener Zentralvokal [ɜ]
- Gerundeter halboffener Zentralvokal [ɞ]
- Fast offener Zentralvokal [ɐ]
- Ungerundeter offener Zentralvokal – Hierfür hat das Internationale Phonetische Alphabet kein Einzelzeichen. Meist verwendet man eines der drei folgenden Zeichen oder Zeichenkombinationen:
  - Kapitälchen-A
  - Ungerundeter offener Vorderzungenvokal [a] (d. h. man unterscheidet diese beiden Vokale nicht voneinander)
  - Ungerundeter offener Vorderzungenvokal mit dem Diakritikum für Zentralisierung [ä] (Dies ist die offizielle Schreibweise im IPA; deutsche Leser, die IPA nicht beherrschen, können es aber mit dem Umlaut ä verwechseln.)